# Geastrum
Géastre
Genre
Geastrum, les Géastres, est un genre de champignons basidiomycètes de la famille des Geastraceae, dont il constitue la majorité des espèces. Ce sont des champignons gastéroïdes, dont le tissu fertile est contenu à l'intérieur du sporophore. Au sein du genre, les espèces se distinguent essentiellement grâce à la morphologie du petit trou d'expulsion des spores, nommé « ostiole ».

## Taxonomie
Pour un article plus général, voir Champignon gastéroïde.
Geastrum est un nom proposé en remplacement de Geaster par Vincent Demoulin en 1984, à partir d'un nom créé par Persoon en 1794. Étymologiquement, ce nom est construit à partir du grec ancien γῆ, gễ (« terre ») et  ἀστήρ, astêr (« étoile »). Il est francisé en « Géastre »,.
Geastrum a pour synonymes :
- Anthropomorphus Seger, 1745
- Astrocitum Rafinesque, 1806
- Astrycum Rafinesque, 1809
- Coilomyces M.J.Berkeley & M.A.Curtis, 1853
- Geaster P.Micheli ex Fr.
- Glycydiderma Paulet, 1808
- Plecostoma Desvaux, 1809
- Trichaster Czern.

## Écologie et distribution
Le genre Geastrum est présent sur l'ensemble des terres émergées du globe. En Europe, il est réparti des côtes méditerranéennes jusqu'au-delà du cercle arctique.
Toutes les espèces européennes sont saprotrophes et terricoles, préférentiellement sur sol basique et bien drainé. Elle poussent dans les forêts, les prairies embroussaillées, les haies, les parcs et les jardins ainsi que les dunes côtières.

## Biologie
Les Geastraceae sont proches des Lycoperdaceae, les Vesses de Loup, qui ont également un petit trou nommé ostiole, mais leur capacité à expulser les spores du sporophore afin qu'elles soient disséminées par le vent sous l'effet de la chute de gouttes d'eau, sont plus complexes et plus efficaces. En effet, la structure particulière du péristome membraneuse, robuste, de forme généralement conique plus ou moins proéminente, et comportant une ostiole de petit diamètre, permet une pression interne élevée. Chez certaines espèces, la zone du péristome est plissée et l'ostiole pratiquement fermée, de sorte qu'elles bénéficient de pression interne encore plus importante ; immédiatement après son ouverture, l'ostiole se refermant grâce à l'élasticité et à l'extensibilité de la zone péristomiale. De plus, comme chez les Lycoperdaceae, l’intérieur fertile du champignon, nommé « endopéridium », est garni de filaments parallèles et perpendiculaires aux parois permettant de retenir les spores et de réguler leur sortie progressivement dans le temps. D'autre part, ils laissent la partie centrale libre permettant une voie de sortie presque obligatoire pour les spores qui sont progressivement dirigées et accélérées vers l'ostiole.

Quelques espèces du genre Geastrum
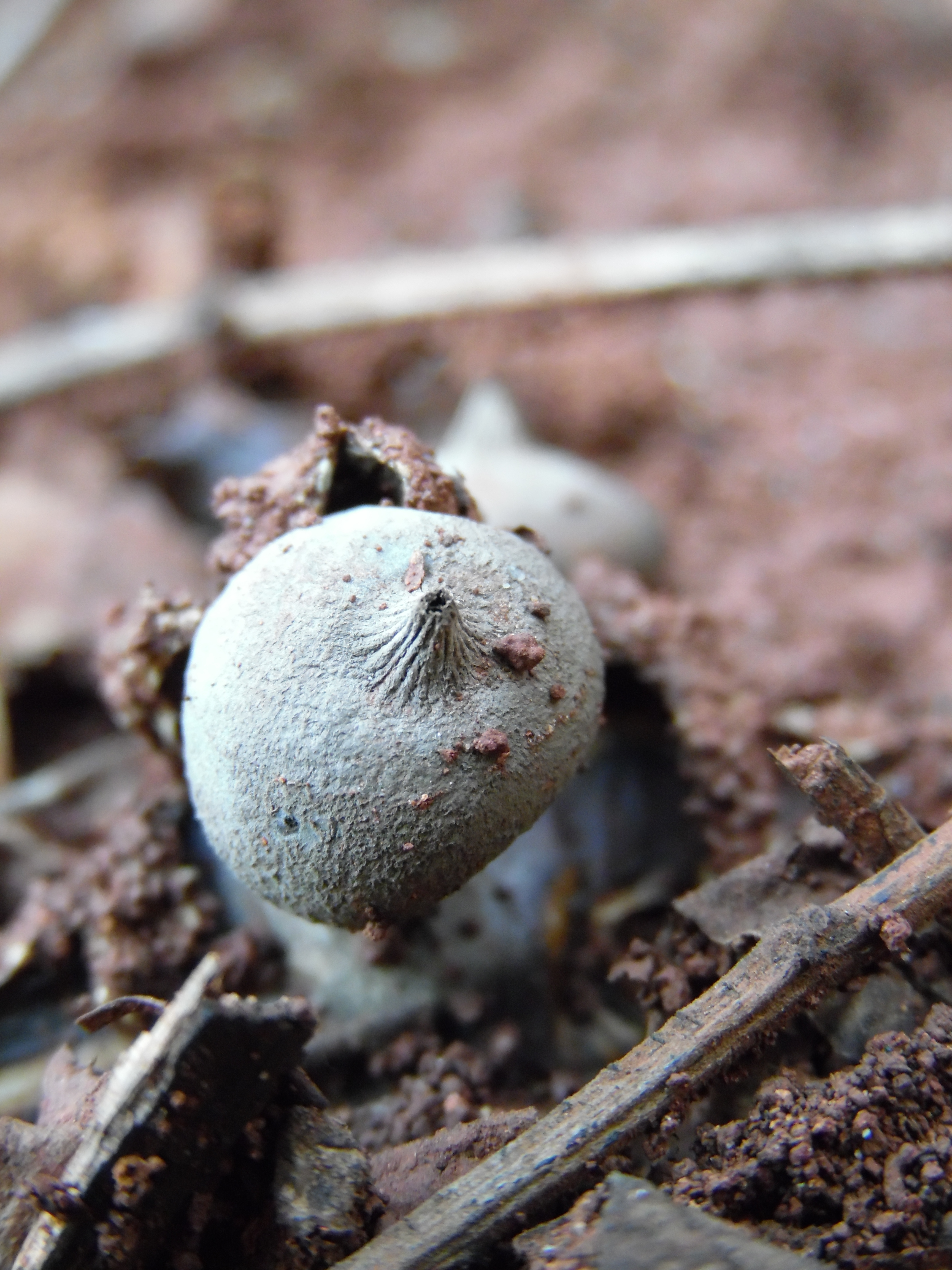
Geastrum pectinatum
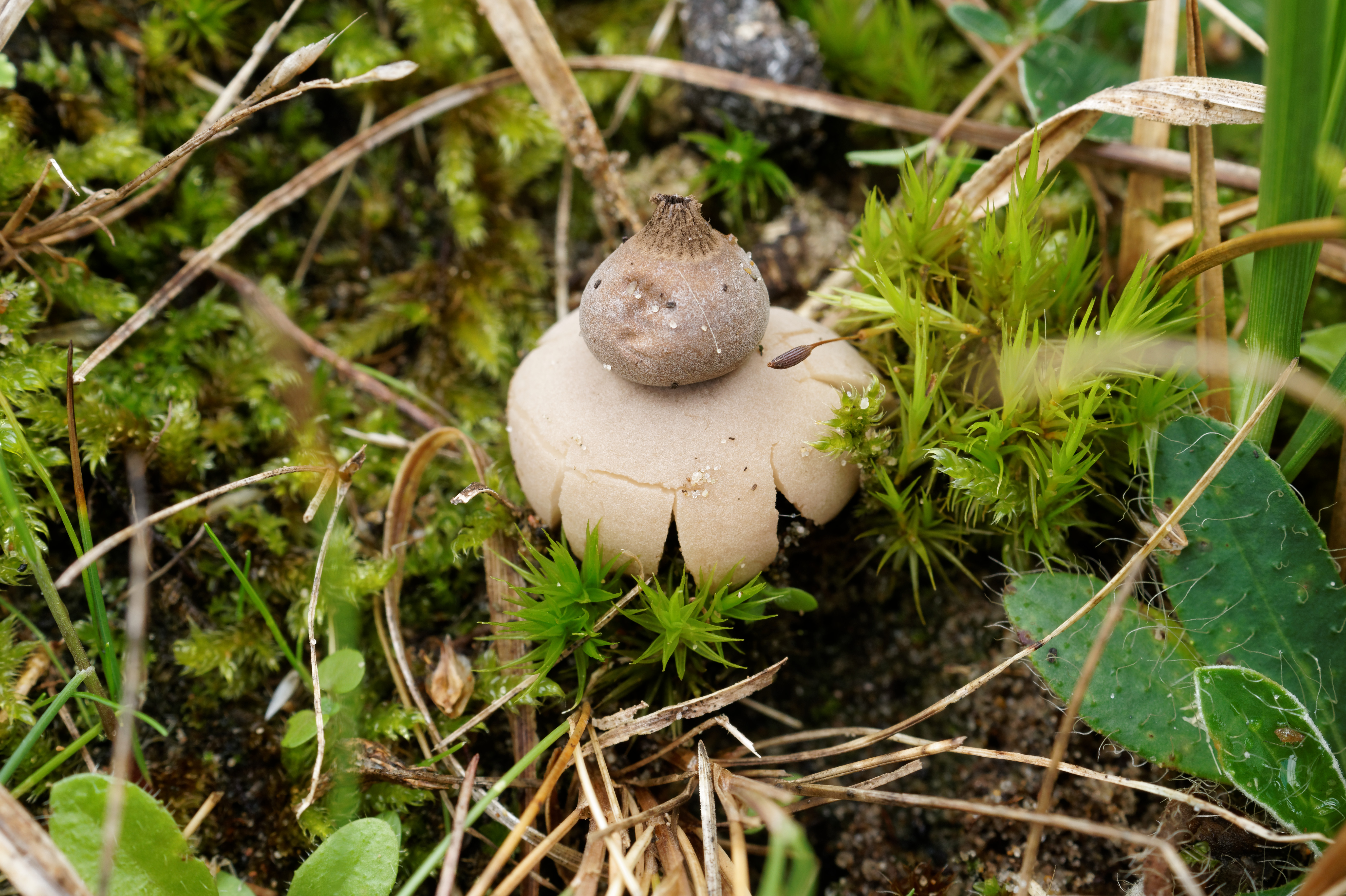
Geastrum schmidelii
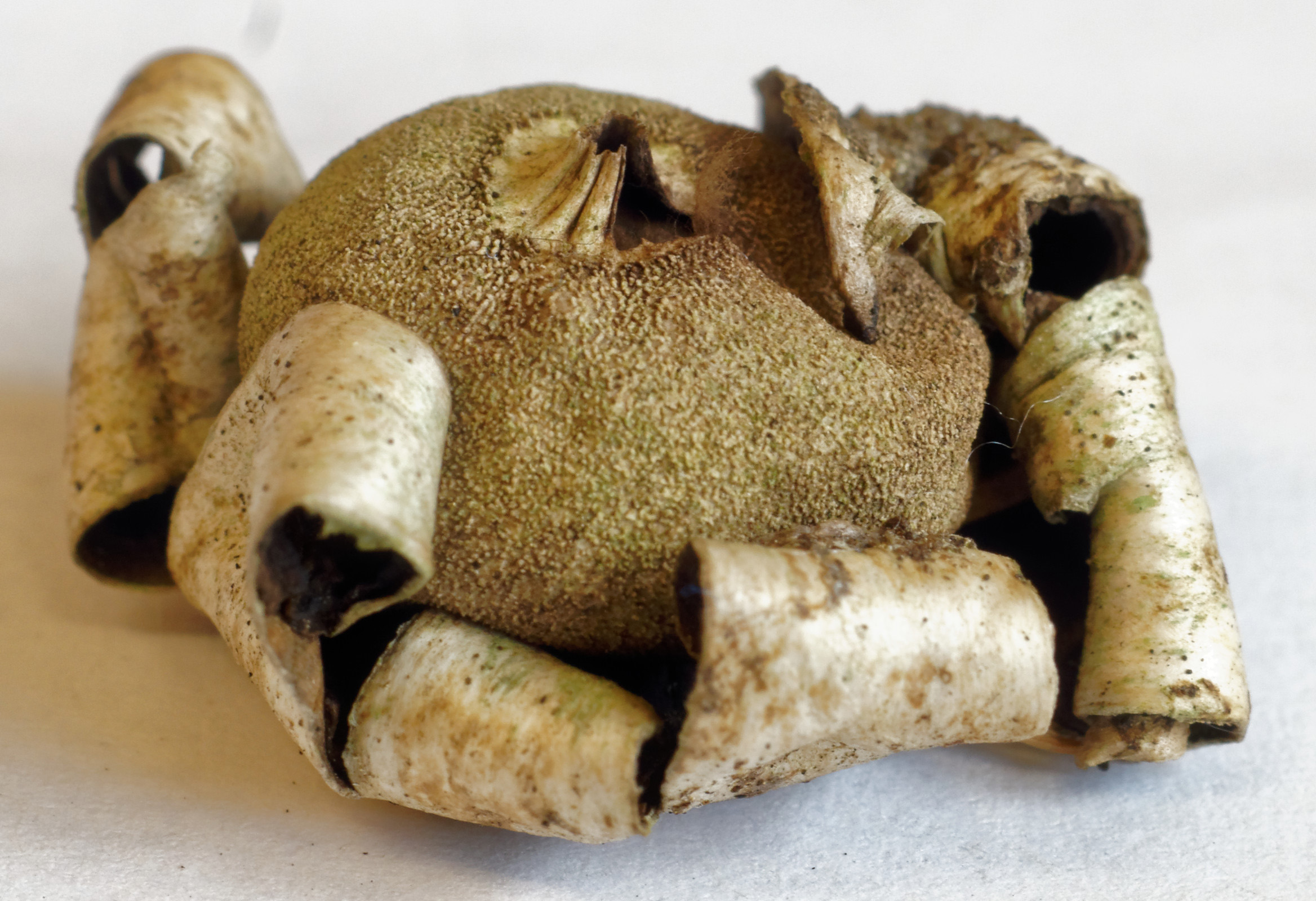
Geastrum campestre
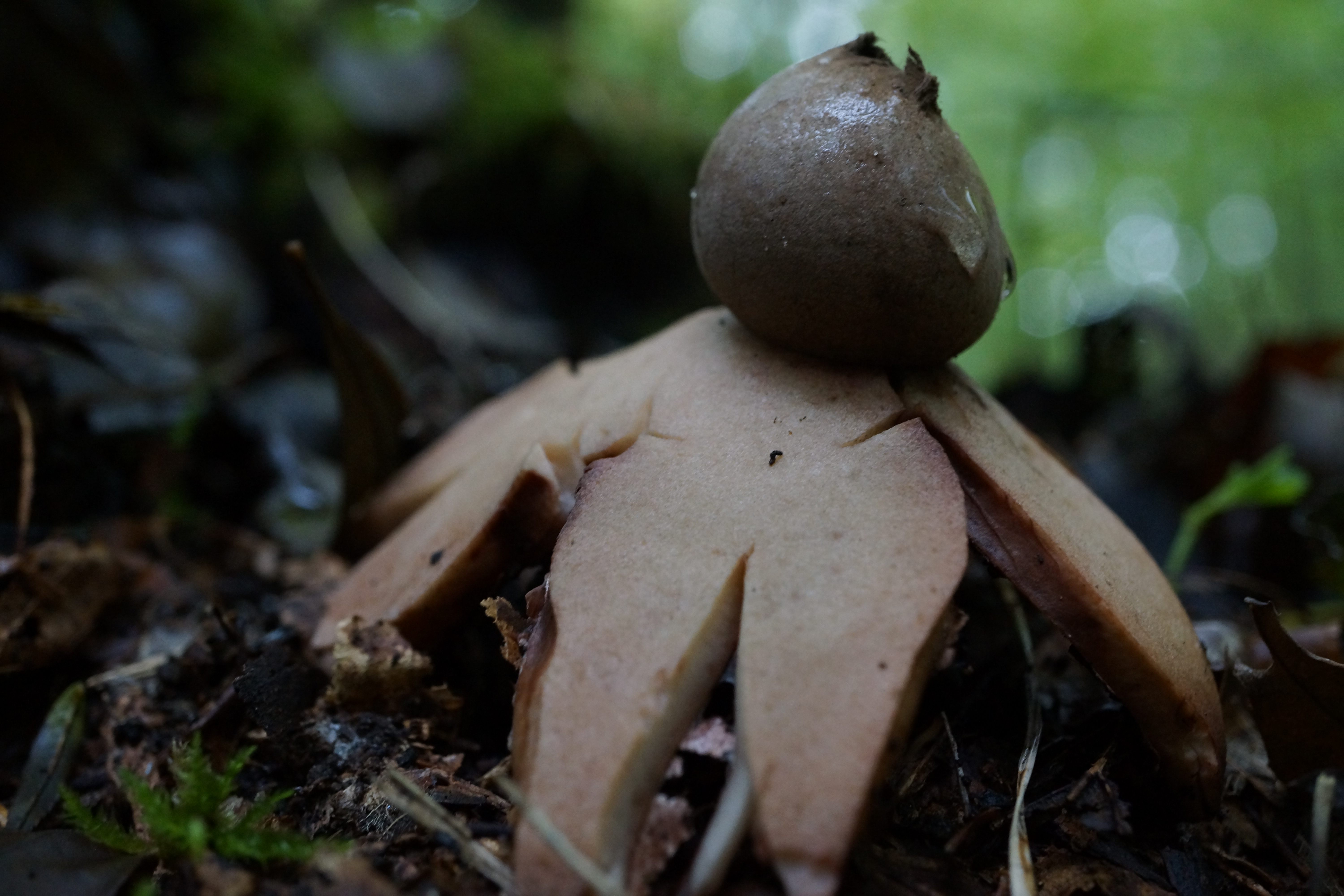
Geastrum coronatum
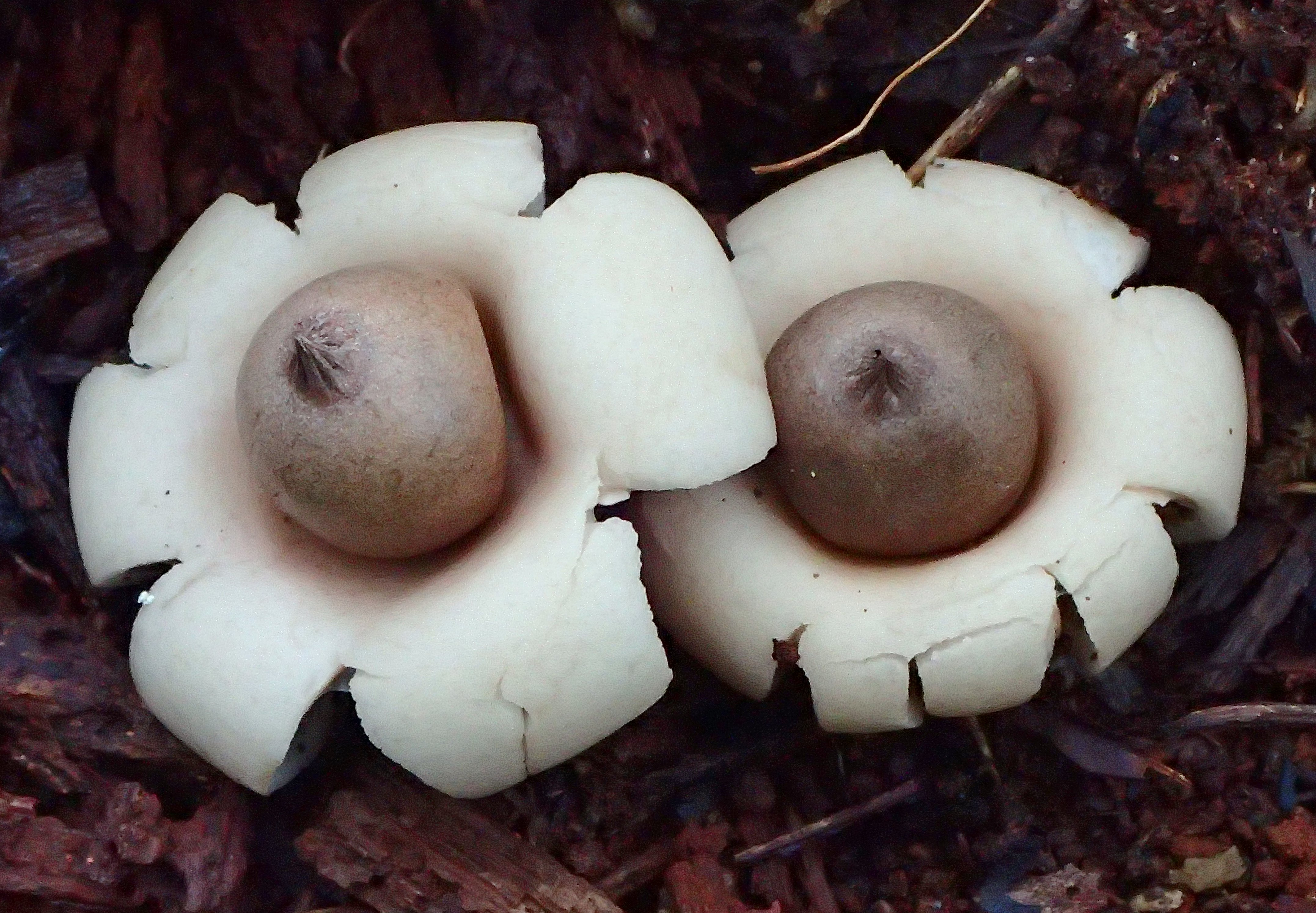
Geastrum elegans
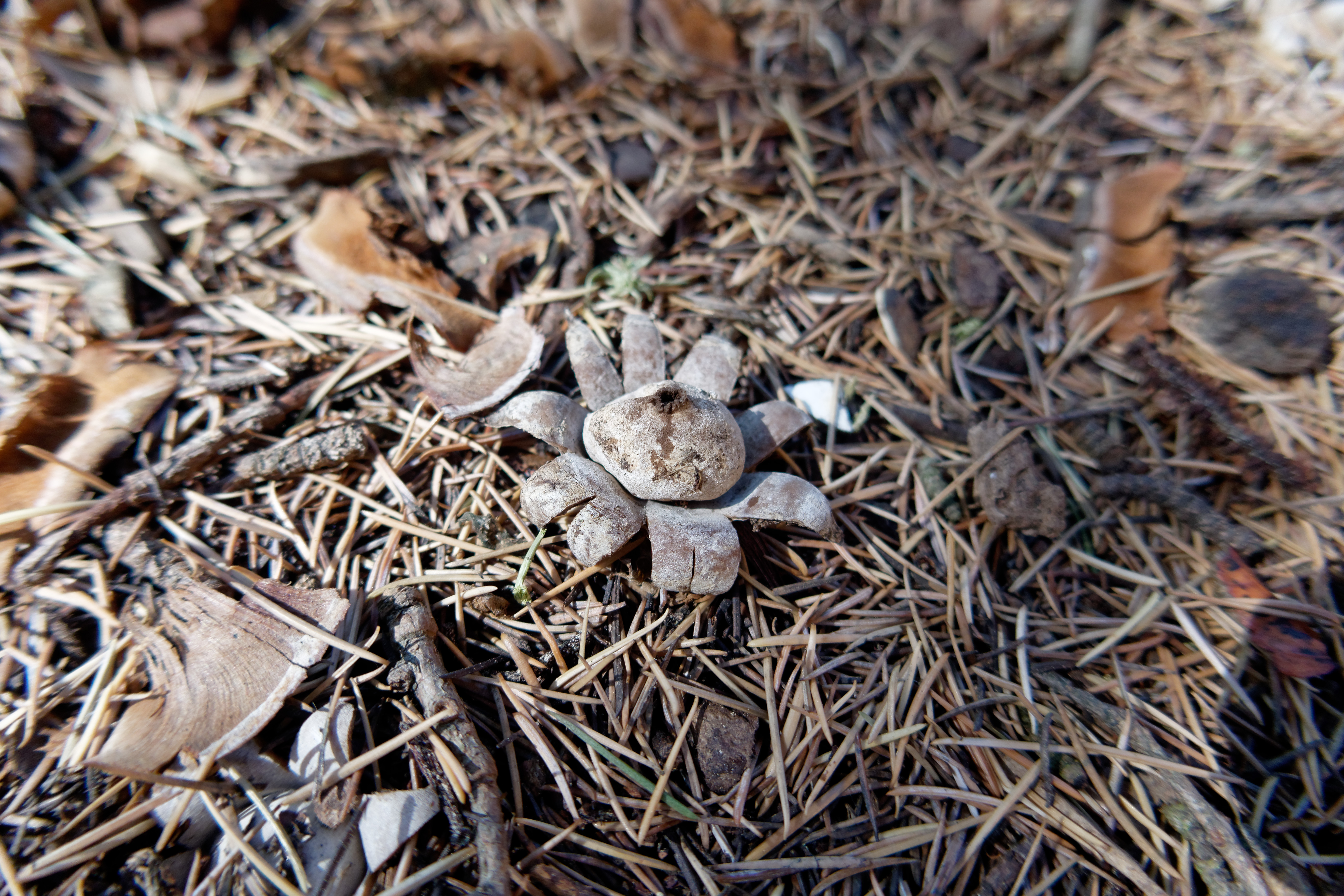
Geastrum floriforme
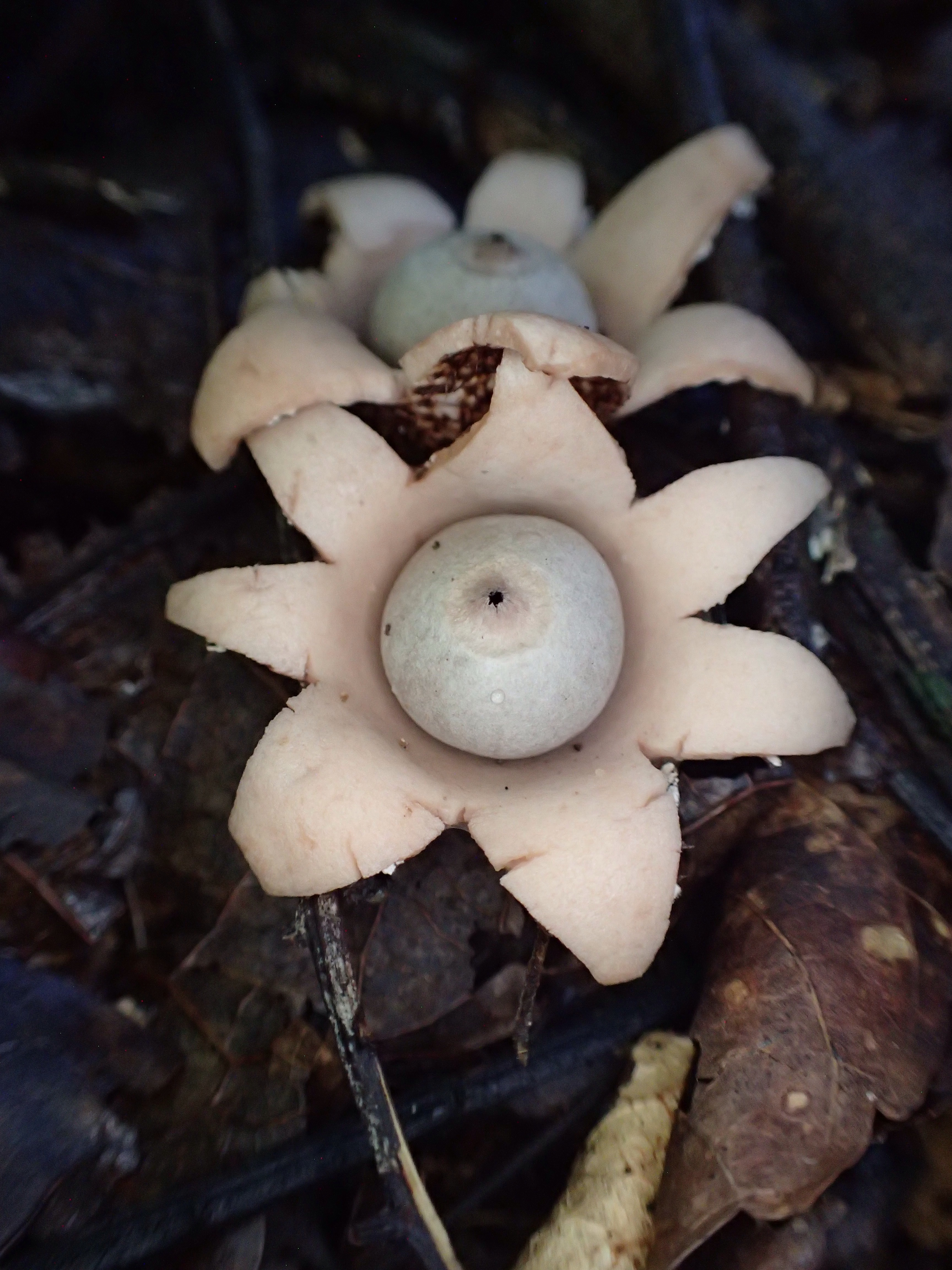
Geastrum hirsutum
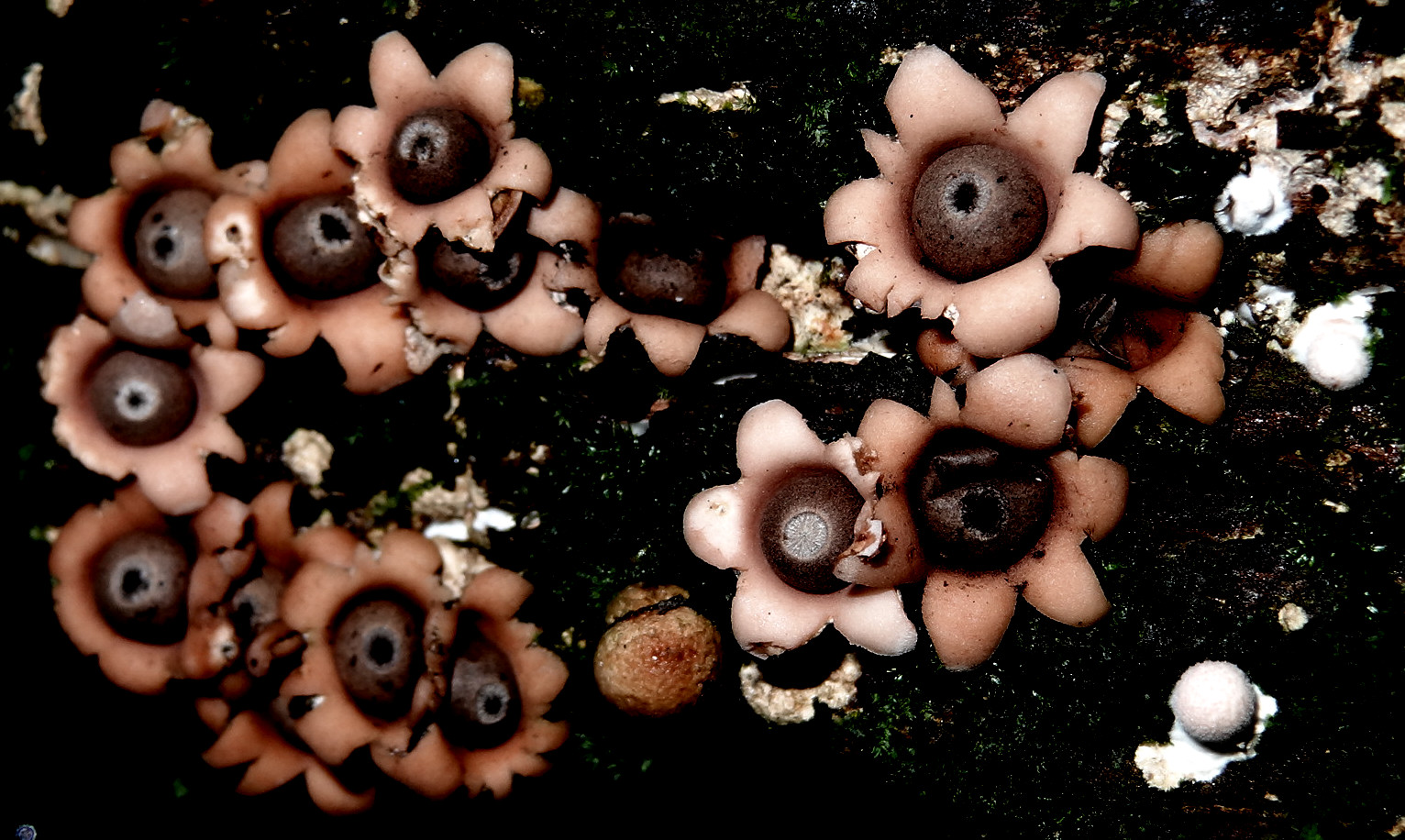
Geastrum schweinitzii
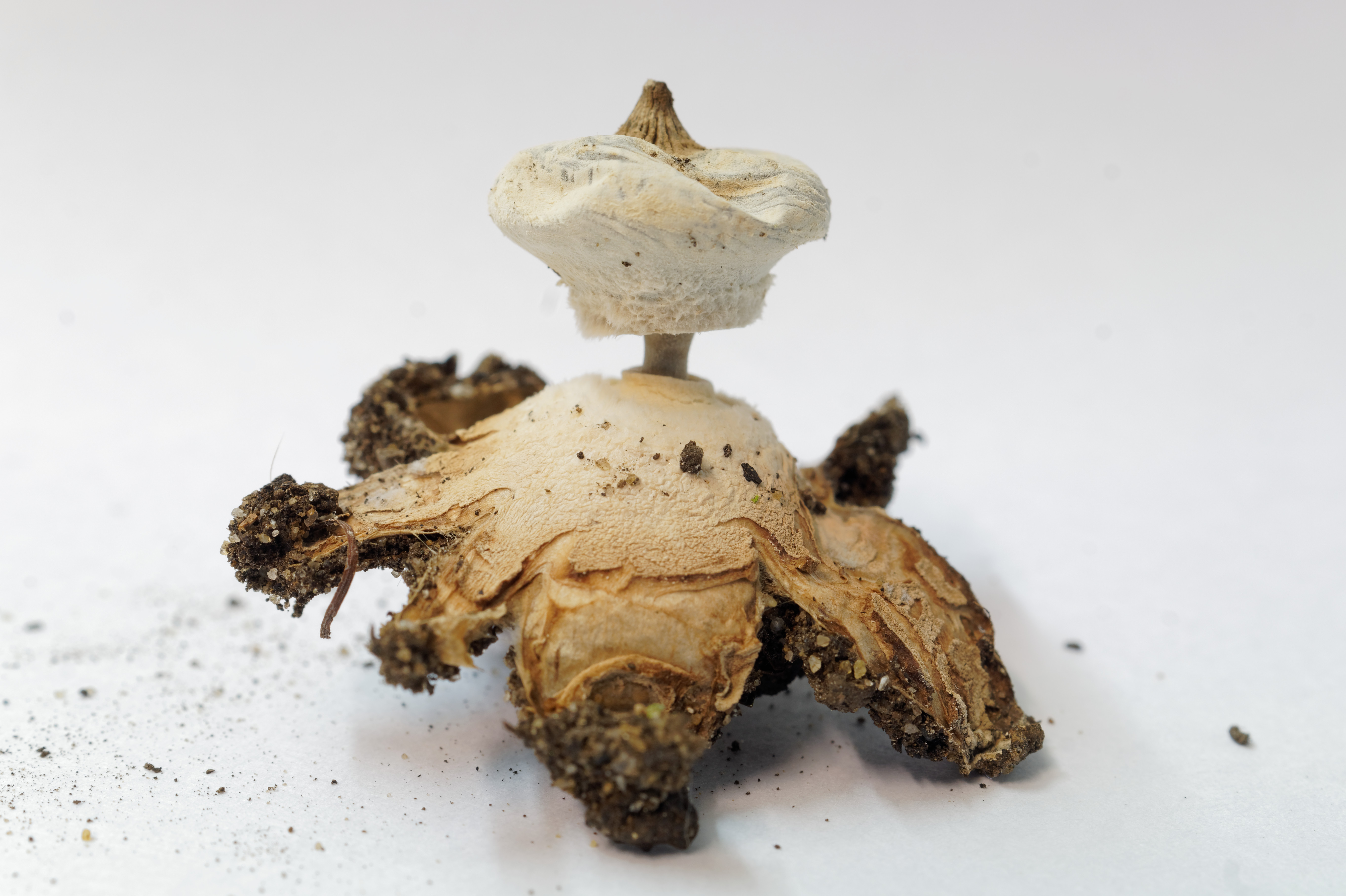
Geastrum striatum
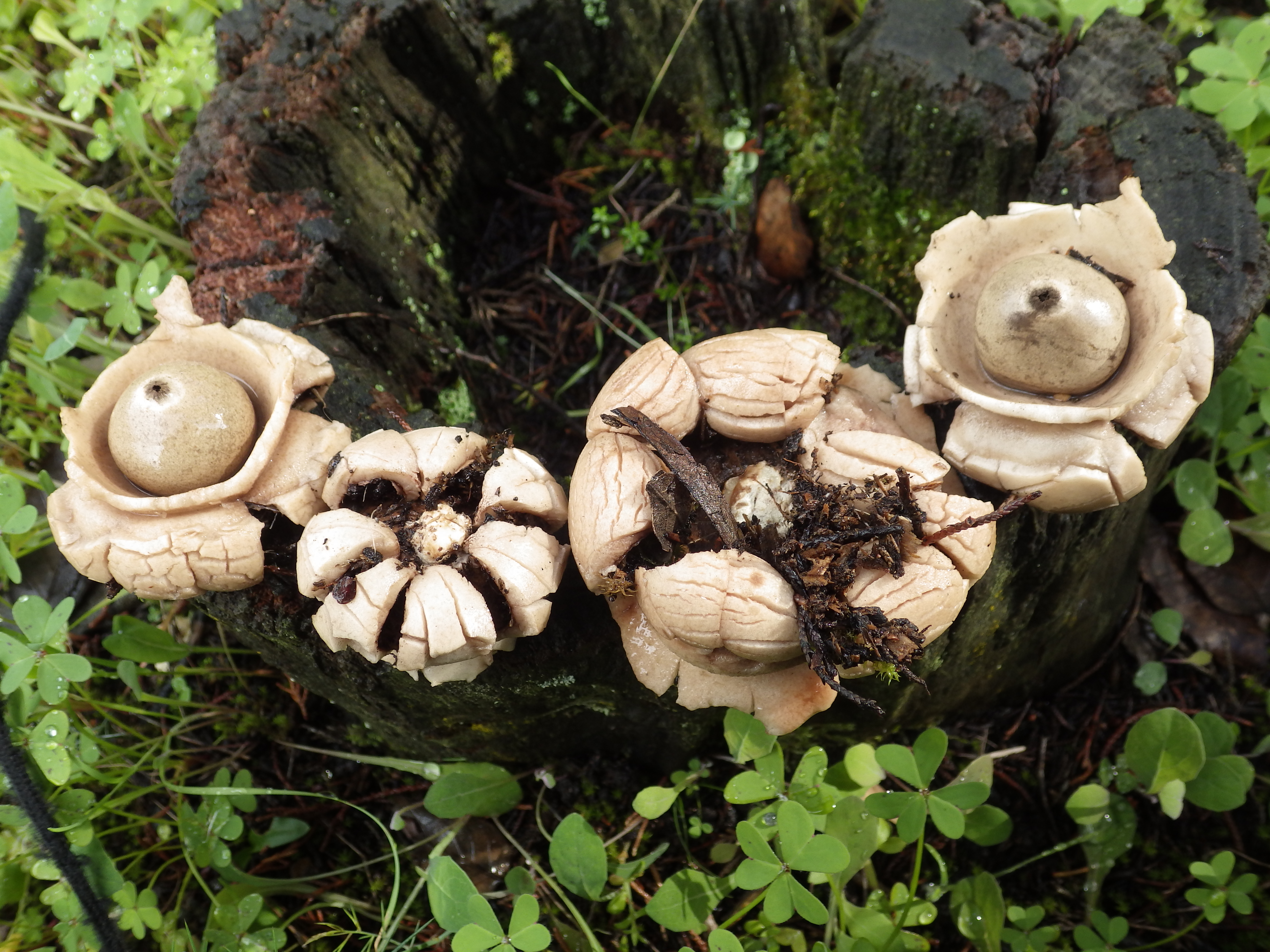
Geastrum triplex
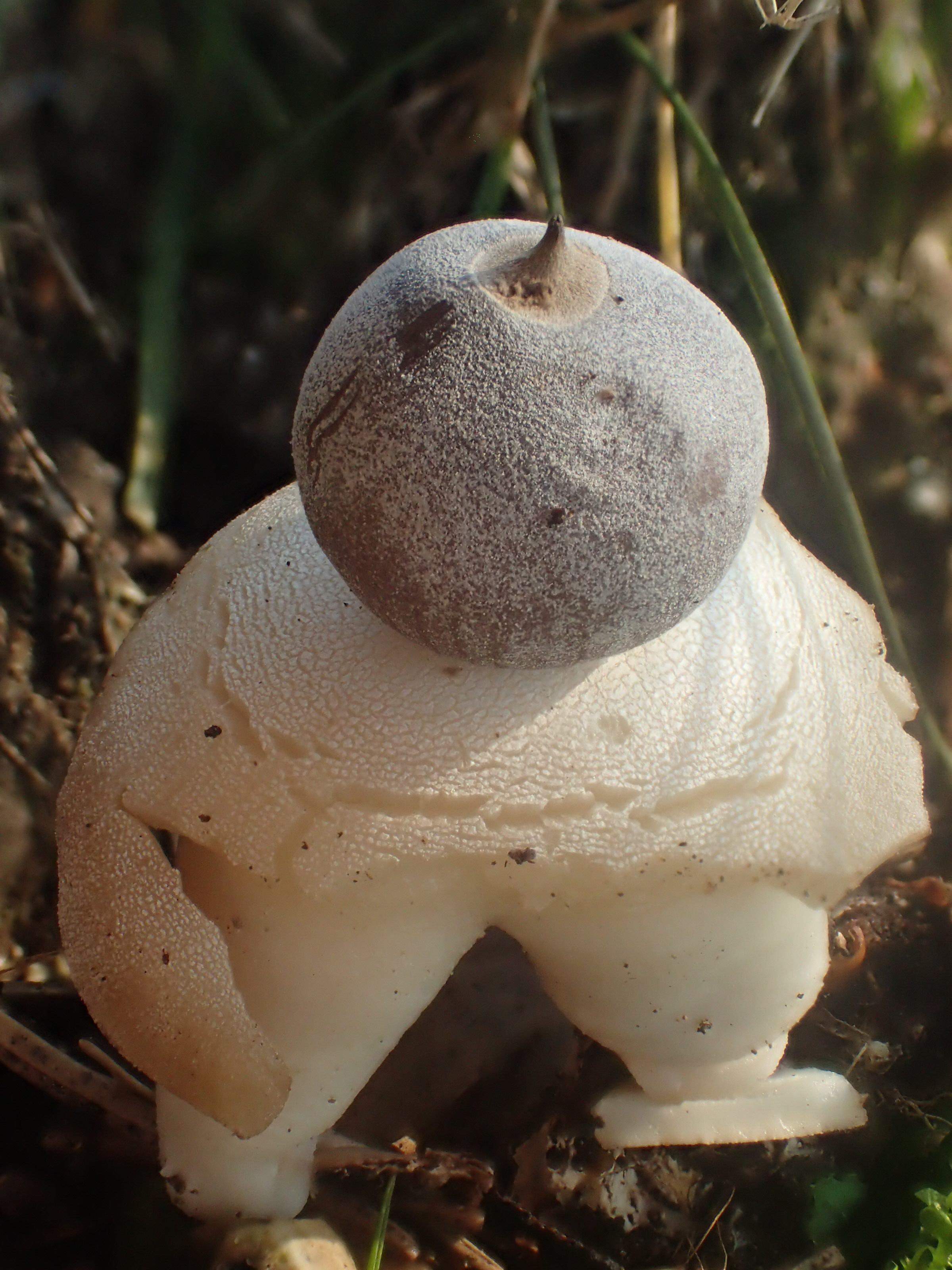
Geastrum quadrifidum
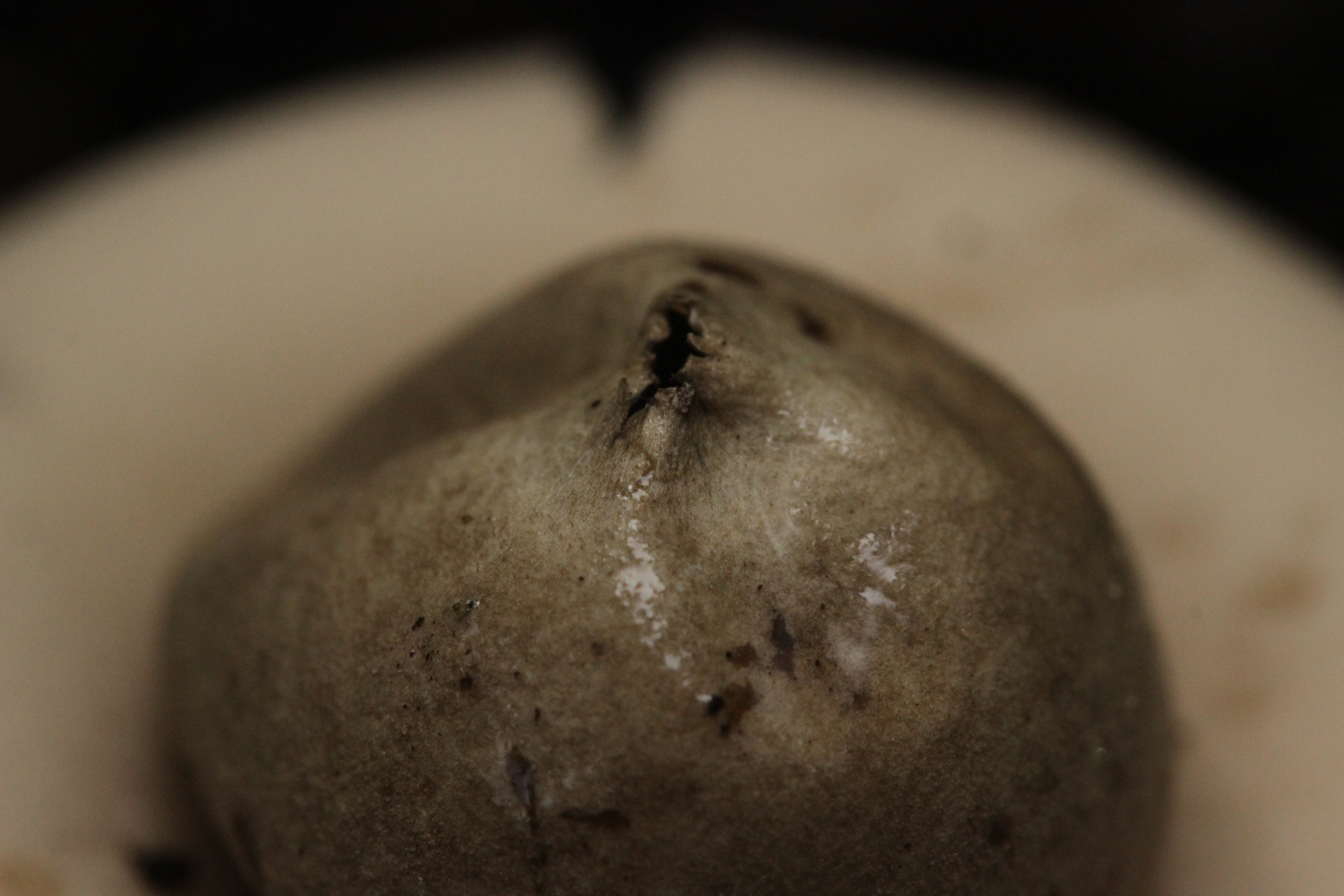
Geastrum fimbriatum
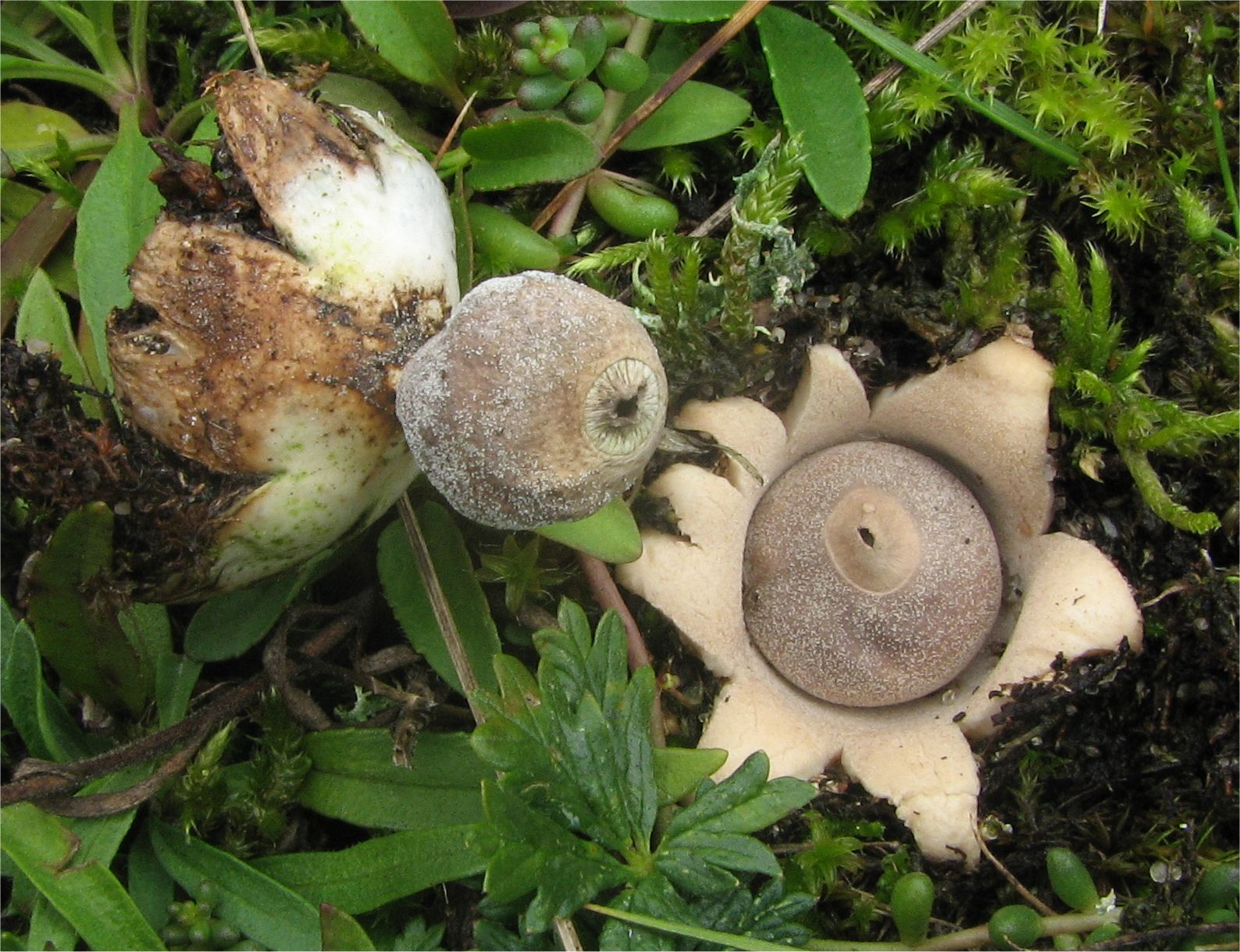
Geastrum minimum
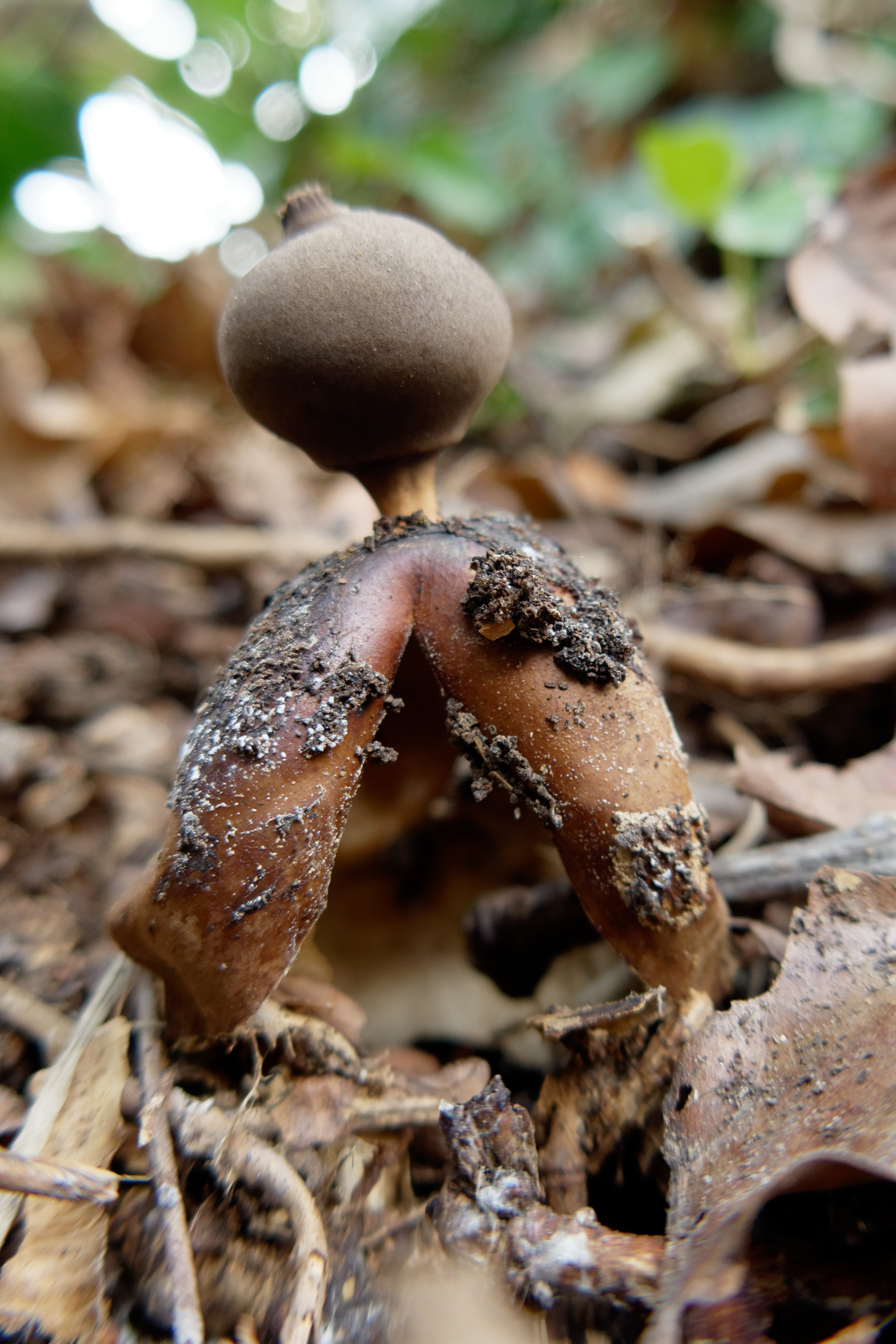
Geastrum fornicatum

## Espèces de France
Selon INPN (18 octobre 2021) :

## Liste d'espèces
Selon GBIF (18 octobre 2021) :